# 케니 존슨
케니 존슨(Kenny Johnson, 1963년 7월 13일 ~ )은 미국의 배우이다.

## 출연 작품

### 영화
- 금지된 춤 (1990)
- 메이저 리그 3 (1998, Major League: Back to the Minors)
- 블레이드 (1998)
- 고잉 백 (2001, Under Heavy Fire)
- 언가들리 (2007, The Ungodly)
- 블루 (2014, Blue)
- 솔러스 (2015)
- 런 더 타이드 (2016, Run the Tide)
- 체크 포인트 (2017, Check Point)

### 텔레비전
- Pensacola: Wings of Gold (1998-2000)
- 쉴드: XX 강력반 (2002-06)
- 콜드 케이스 (2006)
- 세이빙 그레이스 (2007-10)
- 썬즈 오브 아나키 (2009-11)
- 프라임 서스펙트 (2011-12, Prime Suspect)
- 시카고 파이어 (2014-15)
- 베이츠 모텔 (2014-17)
- S.W.A.T. (2017-현재)
- 메이어 오브 킹스타운 (2023-24)